# Histoire de l'Australie-Occidentale
Cet article décrit l'histoire de l'État australien d'Australie-Occidentale.
Peuplée probablement pendant plus de 40 000 ans par les seuls Aborigènes, le premier Européen à explorer l'Australie-Occidentale est le Néerlandais Dirk Hartog en 1616. Les origines de l'État commencent par l'établissement d'une colonie anglaise à King George Sound en 1826. L'Australie-Occidentale obtient le droit de former son gouvernement en 1889 avec un parlement bicaméral basé à Perth. Avec la fédération des colonies australiennes en 1901, l'Australie-Occidentale devient un État au sein de la structure fédérale d'Australie.

## Histoire

### Implantation aborigène

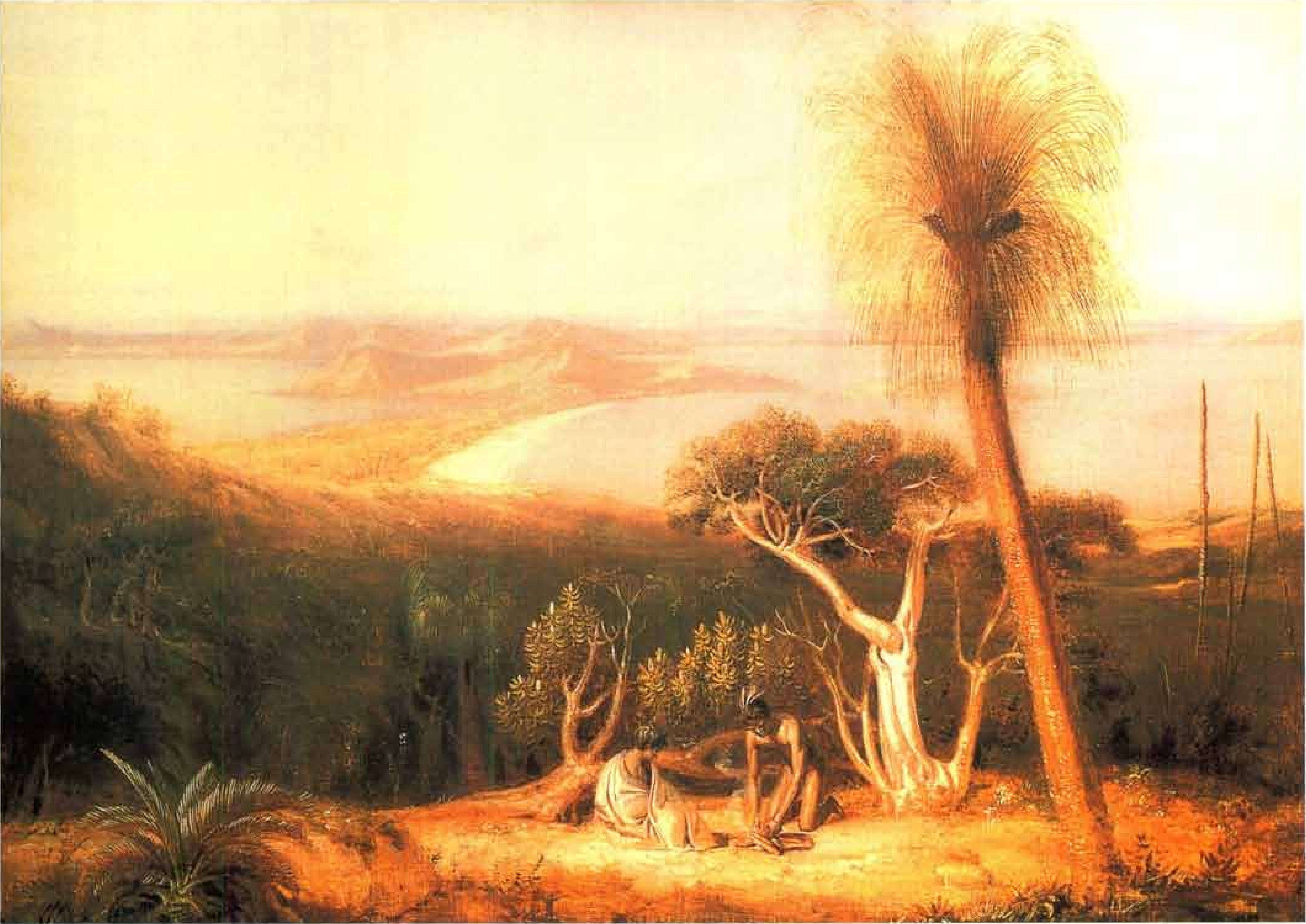
Part of King George III Sound, on the South Coast of New Holland, December 1801 par William Westall.

La première présence humaine sur le continent australien remonte de 40 000 à 60 000 ans – selon les différents chercheurs – avant notre ère. À cette époque, huit détroits séparaient Java et l'Australie. Le détroit le plus large faisait environ 80 km mais il n'y avait pas de continuité ce qui oblige à supputer que les humains savaient construire des bateaux. L'Australie, y compris la Tasmanie, et la Nouvelle-Guinée étaient fusionnées.
Les colons se sont ensuite déplacés progressivement vers le sud. Il y a environ 13 000 ans, à la fin de la période glaciaire, la Nouvelle-Guinée et la Tasmanie se sont séparées du reste du continent et l'agrandissement du détroit séparant l'actuelle Indonésie de l'Australie ont fait que les Aborigènes australiens ont commencé une longue période d'isolement.
Lorsque les premiers habitants de l’Australie arrivèrent sur la côte nord-ouest, il y a 40 000 à 60 000 ans, le niveau de la mer était beaucoup plus bas. Durant les dizaines de milliers d’années suivantes, les indigènes australiens se déplacèrent vers le sud de la masse continentale. Les aborigènes étaient déjà bien établis lorsque les navires européens en route pour Batavia (maintenant Jakarta) arrivèrent fortuitement sur les côtes australiennes au XVIIe siècle.
Le temps du rêve aussi appelé le rêve, est le thème central de la culture des Aborigènes d'Australie. Il explique les origines de leur monde, de l’Australie et de ses habitants. Selon leur tradition, des créatures géantes, comme le Serpent arc-en-ciel, sont sorties de la terre, de la mer ou du ciel et ont créé la vie et les paysages australiens. Leurs corps géants ont créé des fleuves et des chaînes de montagne mais leur esprit est resté dans la terre, rendant la terre elle-même sacrée aux peuples indigènes. Les arts visuels ont une longue histoire en Australie-Occidentale avec les peintures sur paroi et les peintures sur bois aborigènes, dont les figures géométriques gravées, telles que des cercles, des cercles concentriques, des arcs, des voies animales et des points du région Kimberley. Les dessins et figures qu'ils peignent ont tous une signification bien particulière liée à la mythologie du rêve.

### Arrivée des Européens

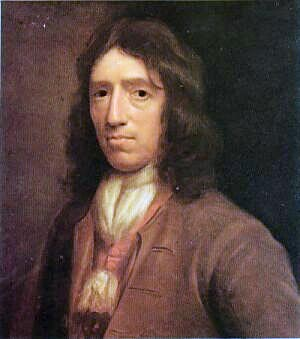
William Dampier, pirate, navigateur et explorateur, fut le premier Anglais à explorer ou cartographier des parties de la Nouvelle-Hollande (Australie-Occidentale).

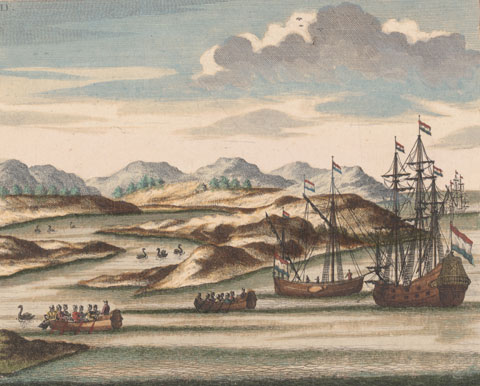
Les navires de Willem de Vlamingh avec des cygnes noirs, à l'embouchure de la rivière Swan en 1696-1697 (gravure en couleur de Johannes van Keulen publiée en 1726, d'après un dessin maintenant perdu réalisé lors de l'expédition Vlamingh).

Le premier Européen à explorer l'Australie-Occidentale fut le Néerlandais Dirk Hartog qui, le 26 octobre 1616, mouilla au cap Inscription, Île Dirk Hartog.
Vraisemblablement le premier découvreur de la région du fleuve Swan fut Frederick de Houtman, le 19 juillet 1619, voyageant sur les navires Dordrecht et Amsterdam. Son carnet de bord indique qu'il a d'abord atteint la côte occidentale de l'Australie à une latitude de 32°20', ce qui équivaudrait à Rottnest ou juste au sud de là. Il n'a pas accosté en raison d'un ressac important, continuant sa route vers le nord.
Environ 150 ans avant l'arrivée des colons britanniques à Botany Bay, des marins néerlandais ont été les premiers habitants européens d'Australie quand leur bateau, le Batavia, s'est brisé sur des îlots coralliens de l'Australie-Occidentale en 1629. Avant d'être sauvés, les 300 survivants qui vivaient tassés les uns contre les autres furent victimes d'une bande dirigée par un psychopathe et 125 furent massacrés. Cette affaire est connue sous le nom de l'« horreur du Batavia ».
Le 28 avril 1656, le Vergulde Draeck (Gilt Dragon), en route pour Batavia (aujourd'hui Jakarta) s'échoua à seulement 107 km au nord du fleuve Swan, près de Ledge Point. Sur les 193 personnes à bord, seules 75 ont réussi à rejoindre la rive. Les survivants sont repartis pour Batavia sur un petit bateau pour demander de l'aide, mais les recherches n'ont retrouvé aucun survivant. L'épave a été retrouvée en 1963.
En 1658, trois navires, également partis à la recherche du Vergulde Draeck ont exploré la région : le Waekende Boey sous le commandement du capitaine S. Volckertszoon, le Elburg sous le commandement du capitaine J. Peereboom et le Emeloort sous le commandement du capitaine A. Joncke. Ils ont été en vue de Rottnest mais n'ont pu s'approcher des terres en raison de nombreux récifs. Ils se sont ensuite rendus au nord et ont retrouvé l'épave du Vergulde Draeck (mais toujours pas de survivants). Ils ont donné un avis péjoratif sur la région en partie dû aux dangereux récifs.
William Dampier (1651–1715) un boucanier anglais fut le premier Anglais à explorer ou cartographier des parties de la Nouvelle-Hollande (Australie-Occidentale).
Le capitaine flamand Willem de Vlamingh a été le second Européen dans la région. Commandant trois navires, le Geelvink, le Nyptangh et le Wezeltje, il est arrivé et a baptisé Rottnest le 29 décembre 1696. Le 10 janvier 1697, il a découvert et baptisé le fleuve Swan. Ses navires ne pouvant remonter le fleuve en raison de bancs de sable, il a envoyé un sloop avec lequel ils ont probablement navigué jusqu'à Heirisson Island. Vlamingh a considéré la zone comme trop peu hospitalière, inappropriée à l'agriculture pour y établir une colonie.
En 1801, les navires français, le Géographe, commandé par le capitaine Nicolas Baudin et le Naturaliste commandé par le capitaine Baron Hamelin séjournent dans le sud. Alors que le Géographe continue vers le nord, le Naturaliste reste sur place pendant quelques semaines. Une petite expédition explore le fleuve Swan. Elle a également donné un avis défavorable en ce qui concerne une éventuelle installation en raison de la présence de nombreuses vasières et du cordon de sable (le sable n'a été supprimé que dans les années 1890 quand C. Y. O'Connor a construit le port de Fremantle).
Plus tard, en mars 1803, le Géographe et un autre navire, le Casuarina, passent par Rottnest sur leur chemin de retour vers la France, mais ne s'arrêtent pas plus d'un jour ou deux,.
Le voyage suivant dans la région a été fait par l'explorateur maritime australien Phillip Parker King en 1822 sur le Bathurst. King était le fils de l'ancien gouverneur de Nouvelle-Galles du Sud Philip Gidley King. King ne fut pas non plus impressionné par l'endroit.
Ainsi, parmi tous les premiers observateurs de la région de Perth, aucun n'eut un avis favorable.

### Colonisation britannique

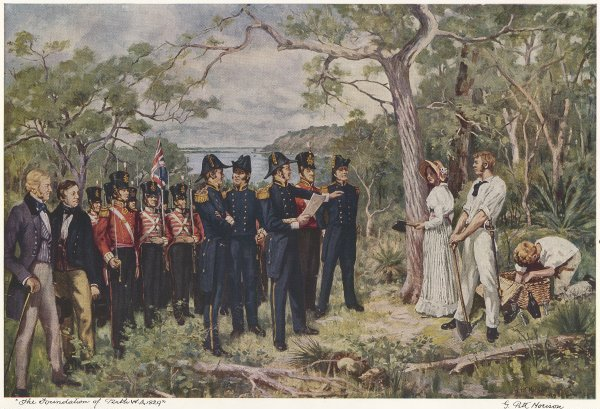
The Foundation of Perth 1829, par George Pitt Morison (1929).

Les origines de l'État commencèrent par l'établissement d'une colonie anglaise à King George Sound en 1826 (plus tard appelés Albany en 1832). La colonie fut fondée en réponse à la possibilité de la création d'une colonie française sur les côtes d'Australie-Occidentale.
En 1829, la colonie de la rivière Swan fut établie sur la Swan par le capitaine James Stirling. Perth a continué de servir comme siège du gouvernement de l'Australie-Occidentale jusqu'à aujourd'hui.
En 1832, la population de colons britanniques s'élevait à 1 500 habitants. Les deux villages (qui étaient séparés) de la colonie se développaient lentement autour de la ville portuaire de Fremantle et de la capitale, Perth.
Yagan était un membre du peuple noongar, et vécut près de Perth qui mena une série d'attaques meurtrières contre des colons, et sa tête fut mise à prix par les autorités. Il fut tué par un colon en 1833. La tête de Yagan fut tranchée après sa mort et expédiée à Londres pour y être exhibée dans un musée. Elle fut ensuite enterrée en 1964, puis rapatriée en Australie en 1997. Au cours du XIXe siècle, les Européens prirent le contrôle de la plus grande partie du pays. L'installation d'éleveurs dans l'intérieur fut souvent une cause de conflit avec des Aborigènes mais les compétences de gardiens de troupeaux indigènes furent source d'importantes économies. Les missions religieuses fournirent souvent un asile lors des conflits tout en facilitant la colonisation.

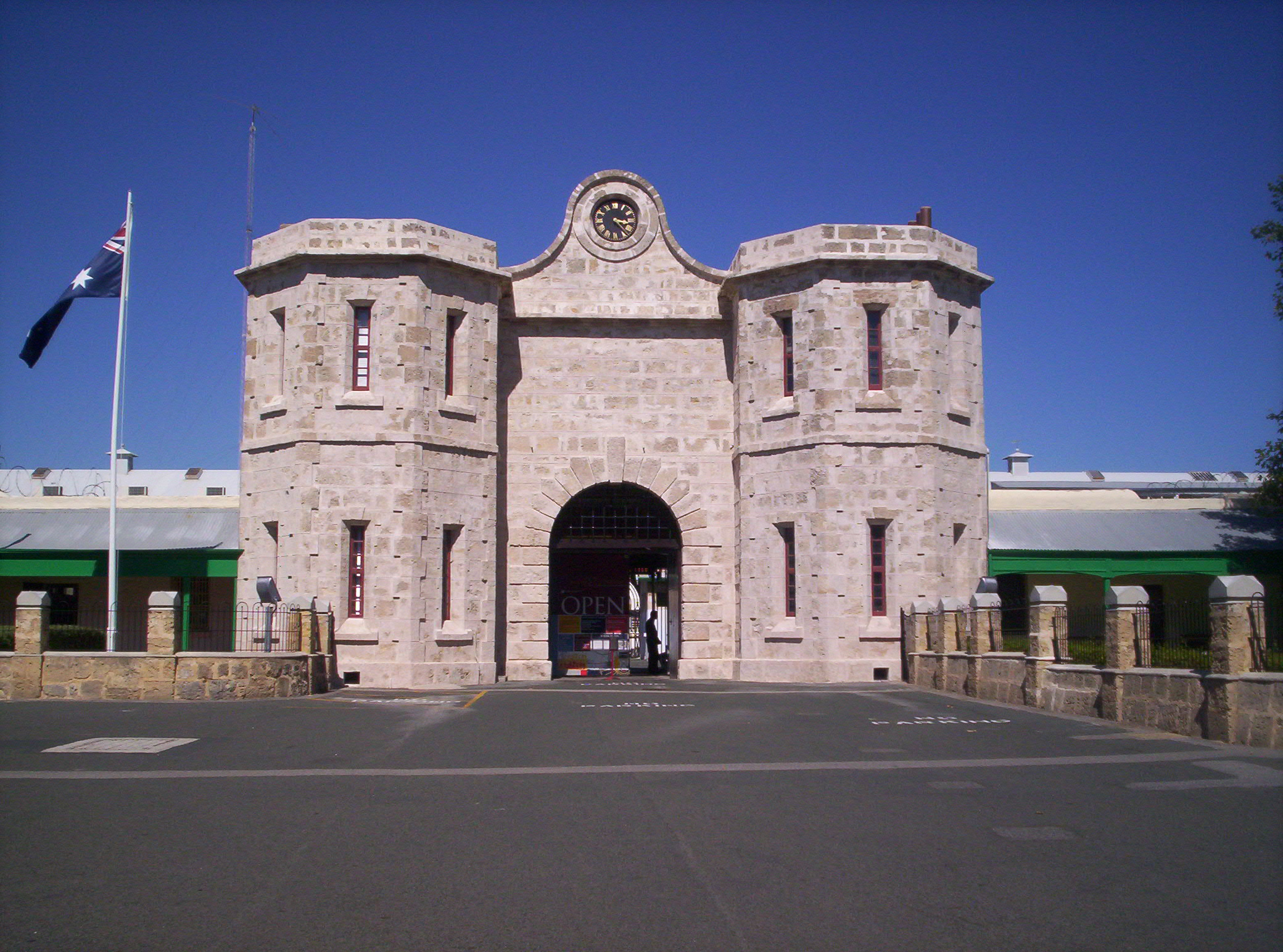
La porte d'entrée de la prison de Fremantle. Entre 1850 et 1868, l'Australie-Occidentale était une colonie pénale.

En 1837, le gouverneur James Stirling désigne quatre hommes pour le conseiller au premier Conseil législatif. Entre 1850 et 1868 Australie-Occidentale était une colonie pénale et n'a pas adopté de gouvernement représentatif ou même responsable. En 1867 la colonie a formé un Conseil Législatif qui était élu par tous les mâles libres propriétaires. En 1870 un gouvernement représentatif avec un Conseil législatif se composant de 12 membres élus et de six membres nommés par le gouverneur a été formé.
Les colonies pénitentiaires en Australie accueillirent des dizaines de milliers des condamnés. Chacun avait une vocation propre, qu'il s'agisse d'enfermement punitif ou de rééducation par le travail forcé au service du projet colonial. La prison de Fremantle fut construite par des bagnards (convicts) dans les années 1850 avec les pierres de calcaire de l’embouchure de la rivière Swan. Les travaux débutèrent en 1850 et se terminèrent en 1857. Lorsque les bagnards achevèrent les ailes de l’édifice ils furent employés pour d’autres travaux, tels que l’asile de Fremantle en 1860, aujourd’hui musée d’histoire. Selon l'UNESCO, il présente un des meilleurs exemples survivants de la déportation de criminels à grande échelle et de l'expansion colonisatrice des puissances européennes par la présence et le travail des bagnards et il est inscrit depuis 2010 sur la liste du patrimoine mondial.
Le colonel Peter Warburton est un explorateur britannique qui a voyagé dans les déserts de l'ouest australien en 1873-1874 et a rejoint l'Australie centrale à Australie l'occidentale depuis Adélaïde et par l'intermédiaire d'Alice Springs en 1872.
La population augmentait lentement jusqu'à la découverte, durant les années 1890, d'or aux environs de Kalgoorlie. En 1889, un câble sous-marin pour le télégraphe a été posé de Broome jusqu'à Singapour, via l'île de Java.
En 1887, une nouvelle constitution fut mise en place, autorisant le droit d'auto-gouvernance et en 1890 la colonie fut autorisée par la Chambre des communes du Royaume-Uni. John Forrest devint le premier ministre d'Australie-Occidentale.
En 1896, le Parlement d'Australie-Occidentale autorisa la levée de fonds pour la construction d'un pipeline afin de transporter 22 730 m3 d'eau par jour aux mines d'or d'Australie-Occidentale. L'aqueduc, connu sous le nom de Goldfields Water Supply Scheme, fut terminé en 1903. Charles Y. O'Connor, premier ingénieur en chef d'Australie-Occidentale, dessina et surveilla la construction de l'aqueduc. Il apportait de l'eau à 530 km de Perth à Kalgoorlie, et est considéré par les historiens comme un facteur important ayant conduit à l'augmentation de la population et à la croissance économique.
En 1899, les femmes d'Australie-Occidentale obtiendront le droit de vote.
Après une campagne menée par Forrest, les résidents de la Colonie de la rivière Swan votèrent en faveur de la fédération, faisant officiellement de l'Australie-Occidentale un État, le 1er janvier 1901.

### Histoire contemporaine
Avec la fédération des colonies australiennes en 1901, l'Australie-Occidentale devint un État au sein de la structure fédérale d'Australie ; ceci implique la cession de certains pouvoirs au gouvernement fédéral en accord avec la constitution ; tous les pouvoirs non spécifiquement accordés par le Commonwealth restent à l'État, cependant le Commonwealth a étendu ses pouvoirs par le contrôle croissant des taxes et de la redistribution financière.
En 1920, les femmes se voient accorder le droit de se présenter à l'élection pour le Parlement d'Australie-Occidentale. En 1921, Edith Cowan devient la première femme élue pour siéger au Parlement d'Australie. L'Université Edith Cowan à Perth est ainsi nommée en son honneur.
La sécession est un sujet récurrent du paysage politique ouest-australien et ce depuis l'établissement des Européens en 1826. L'Australie-Occidentale était l'État le plus réticent au Commonwealth d'Australie. L'Australie-Occidentale ne participait pas aux premières conférences de la fédération. Les résidents installés depuis longtemps étaient opposés au fédéralisme ; toutefois, la découverte d'or entraina l'arrivée d'immigrants d'autres régions de l'Australie. Ce sont ces résidents, premièrement à Kalgoorlie mais ensuite à Albany, qui votèrent l'union au Commonwealth.
Lors du référendum d'avril 1933, 68 % des votants demandaient que l'État quitte le Commonwealth d'Australie afin de retourner dans l'Empire britannique en tant que territoire autonome. Le gouvernement de l'État envoya une délégation à Westminster, mais le gouvernement britannique refusa d'intervenir et par conséquent aucune décision ne fut prise pour mettre en œuvre cette décision.
Au XXe siècle, Perth est finalement connecté aux États de l'est. En 1917, Kalgoorlie est relié à Adélaïde par la Trans-Australian Railway à écartement standard et à la voie étroite vers Perth. La construction de l'Indian Pacific, le chemin de fer qui relie les villes de Perth et de Sydney, a été commencé en 1917 et a accéléré l’intégration de l’Australie-Occidentale à la fédération, mais n'a été complété qu'en 1970. Il a une longueur de 4 352 kilomètres et passe à travers trois États.
L'industrie perlière s'est développée dans les années 1860 et existe encore aujourd'hui dans la région de Broome. Pendant la Seconde Guerre mondiale, Broome a été attaquée (en) par l'aviation japonaise le 3 mars 1942. 88 personnes ont été tuées dans ce raid. La guerre se rapproche du continent australien quand les croiseurs australien Sydney et allemand Kormoran se coulent l'un l'autre au large de l'Australie-Occidentale le 19 novembre 1941 ; les 645 hommes d'équipage périssent et le navire lui-même a été retrouvé le 16 mars 2008.
Le boum minier des années 1960 et le développement touristique ont fait de Broome la ville en plus forte croissance de l'Australie.
En 2010, l'Australie-Occidentale base son économie sur l'extraction minière : minerai de fer, alumine, gaz naturel liquéfié (GNL), pétrole, nickel et or. La structure économique est liée à l'abondance des ressources naturelles de l'État, fournissant un avantage important dans l'extraction et la transformation de ces ressources et, en conséquence l'économie de l'Australie-Occidentale a une intensité capitalistique supérieure aux autres États et le PIB par personne (60 845 $) est le plus élevé des États australiens (la moyenne nationale de 2007 était de 47 610 $). Il y a eu une forte croissance des services (la finance, l'assurance et la propriété) et le secteur de la construction, qui ont augmenté leur part dans la production économique. La croissance récente de la demande mondiale de minéraux et de pétrole, particulièrement en Chine (le minerai de fer) et au Japon (pour le GNL), a assuré une croissance économique au-dessus de la moyenne nationale.